# リーサル・ストーム
『リーサル・ストーム』（Force of Nature）は、2020年のアメリカ合衆国のアクション映画。監督はマイケル・ポーリッシュ、出演はエミール・ハーシュ、ケイト・ボスワース、メル・ギブソンなど。超巨大ハリケーンに乗じてマンションを襲撃した武装強盗団に、地元警官と元警察署長の老人が立ち向かう姿を描いたクライムアクション。

## ストーリー
プエルトリコ。カテゴリー5の巨大ハリケーンが同地に上陸しようとしている中、警察官のコルディーロとジェスは自宅にいようとする住人を説得して避難させるよう命じられる。そんな2人を大いに手こずらせたのが元警察官のレイ・バレットであった。レイは娘トロイの説得にも耳を貸さず、マンションの自室から梃子でも動こうとはしない。2人がレイの説得に手間取っていると、ジョン・ザ・バプティスト率いる強盗団がマンションに押し入ってきた。コルディーロは直ちに応援を呼ぼうとしたが、強風のために無線機を使うことができない。
やむなく、コルディーロはたった一人で強盗団に立ち向かっていったが、ほどなくして、思わぬ人物が救援に駆けつける。

## キャスト
※括弧内は日本語吹替
- コルディーロ: エミール・ハーシュ（荒井勇樹）

警官。ジャスミンを誤射して死なせてしまったことによりプエルトリコ勤務となった。
- トロイ・バレット: ケイト・ボスワース（阿部彬名）

レイの娘。医師。父を気にかけている。
- レイ・バレット: メル・ギブソン（小原雅人）

元警察官。トロイの父。警察署長の過去もあった。
- ジェス・ペーニャ: ステファニー・カヨ（英語版）（漆山ゆうき）

警官。コルディーロの相棒。行動的でスリルを求めている。
- ジョン・ザ・バプティスト: デヴィッド・ザヤス（櫻井慎二朗）

殺人犯。ノルマという女性を殺害した。
- ジャスミン: ジャスパー・ポーリッシュ

コルディーロの同僚で恋人。しかしコルディーロの誤射により死亡してしまう。
- グリフィン: ウィル・キャトレット

市民。商品を買い占めるなどマナーが悪い。猛獣を飼っている。
- ホッジズ: スウェン・テメル
- ディロン: タイラー・ジョン・オルソン
- ベルカンプ: ホルヘ・ルイス・ラモス

避難を拒否する男。

## 製作
2019年5月9日、マイケル・ポーリッシュ監督の新作映画にメル・ギブソンとケイト・ボスワースが出演することになったと報じられた。6月、エミール・ハーシュの出演が決まった。7月26日、ステファニー・カヨの起用が発表された。同月、本作の主要撮影がプエルトリコで始まった。8月7日、デヴィッド・ザヤスが本作に出演するとの報道があった。9月、ジャスパー・ポーリッシュがキャスト入りした。2020年3月10日、クビレイ・ウネルが本作で使用される楽曲を手がけるとの報道があった。
撮影は2019年7月の第3週にプエルトリコのミラマーとグアイナボで始まり、4週間の予定で行われ、また製作予算約2,300万ドルのうち、1,500万ドルはプエルトリコの商品やサービスに投資されることになっている他、制作スタッフは90％がプエルトリコ人で、少なくとも300人が参加する予定である。

## 公開・マーケティング
2020年4月14日、ライオンズゲートが本作の全米配給権を獲得したと報じられた。5月19日、本作のオフィシャル・トレイラーが公開された。

## 評価
本作は批評家から酷評されている。映画批評集積サイトのRotten Tomatoesには35件のレビューがあり、批評家支持率は9%、平均点は10点満点で3.6点となっている。また、Metacriticには11件のレビューがあり、加重平均値は29/100となっている。